# Бугарска на Олимпијским играма
Бугарска је била једна од 14 држава на првим Олимпијским играма 1896. у Атини. Бугарску делегацију била је у саставу: Тодор Јончев, Панајот Белев, Илија Пенчев, Димитар Илиев и Шарл Шампо. Спортски део делегације је представљао само један спортиста из Швајцарске, Шарл Шампо. Шампо је дуго боравио у Бугарској као један од 12 швајцарских наставника гимнастике ангажованих крајем XIX века, који су дошли на позив државе како би подучавали бугарске спортисте и тако побољшали квалитет гимнастичког спорта.
Неки извори стављају Шампоа као швајцарског спортисту и учесника олимпијских игара, међутим МОК га признаје као бугарког такмичара на првим олимпијским играма у Атини.
Национални олимпијски комитет за Бугарску је Бугарски олимпијски комитет, који је основан и уједно признат 1923. године. Први бугарски тим преко овог комитета је послат на олимпијске игре 1924. Од 1924. па надаље Бугарска је слал спортисте на све олимпијске игре осим 1932. (велика економска криза), 1948. (после Другод светског рата) и 1984. када је била у блоку земаља на челу са Совјетским Савезом који су бојкотовали игре у Лос Анђелесу.
На Зимским олимпијским играма Бугарска је први пут учествовала 1936. године и од онда је учествовала на свакој следећој зимској олимпијади.
До 2009. године бугарски спортисти су освојили укупно 218 медаља, од којих је велика већина освојена у рвању и дизању тегова.

## Медаље

### Освојене медаље на ЛОИ
| Учешће и освојене медаље Бугарске на ЛОИ |                     |                  |                  |                  |                  |                  |                  |                  |                  |                  |
| ЛОИ                                      | Носилац заставе     | Учешће           | Муш.             | Жене             | спорт.           | Злато            | Сребро           | Бронза           | Укупно           | Ранг             |
| 1896. Атина                              |                     |                  |                  |                  |                  | 0                | 0                | 0                | 0                |                  |
| 1900. Париз                              | Није учествовала    | Није учествовала | Није учествовала | Није учествовала | Није учествовала | Није учествовала | Није учествовала | Није учествовала | Није учествовала | Није учествовала |
| 1904. Сент Луис                          | Није учествовала    | Није учествовала | Није учествовала | Није учествовала | Није учествовала | Није учествовала | Није учествовала | Није учествовала | Није учествовала | Није учествовала |
| 1908. Лондон                             | Није учествовала    | Није учествовала | Није учествовала | Није учествовала | Није учествовала | Није учествовала | Није учествовала | Није учествовала | Није учествовала | Није учествовала |
| 1912. Стокхолм                           | Није учествовала    | Није учествовала | Није учествовала | Није учествовала | Није учествовала | Није учествовала | Није учествовала | Није учествовала | Није учествовала | Није учествовала |
| 1920. Антверпен                          | Није учествовала    | Није учествовала | Није учествовала | Није учествовала | Није учествовала | Није учествовала | Није учествовала | Није учествовала | Није учествовала | Није учествовала |
| 1924. Париз                              |                     |                  |                  |                  |                  | 0                | 0                | 0                | 0                |                  |
| 1928. Амстердам                          |                     |                  |                  |                  |                  | 0                | 0                | 0                | 0                |                  |
| 1932. Лос Анђелес                        | Није учествовала    | Није учествовала | Није учествовала | Није учествовала | Није учествовала | Није учествовала | Није учествовала | Није учествовала | Није учествовала | Није учествовала |
| 1936. Берлин                             |                     |                  |                  |                  |                  | 0                | 0                | 0                | 0                |                  |
| 1948. Лондон                             | Није учествовала    | Није учествовала | Није учествовала | Није учествовала | Није учествовала | Није учествовала | Није учествовала | Није учествовала | Није учествовала | Није учествовала |
| 1952. Хелсинки                           |                     |                  |                  |                  |                  | 0                | 0                | 1                | 1                |                  |
| 1956. Мелбурн и Стокхолм                 |                     |                  |                  |                  |                  | 1                | 3                | 1                | 5                |                  |
| 1960. Рим                                |                     |                  |                  |                  |                  | 1                | 3                | 3                | 7                |                  |
| 1964. Токио                              |                     |                  |                  |                  |                  | 3                | 5                | 2                | 10               |                  |
| 1968. Мексико Сити                       |                     |                  |                  |                  |                  | 2                | 4                | 3                | 9                |                  |
| 1972. Минхен                             |                     |                  |                  |                  |                  | 6                | 10               | 5                | 21               |                  |
| 1976. Монтреал                           |                     |                  |                  |                  |                  | 6                | 9                | 7                | 22               |                  |
| 1980. Москва                             |                     |                  |                  |                  |                  | 8                | 16               | 17               | 41               |                  |
| 1984. Лос Анђелес                        | Није учествовала    | Није учествовала | Није учествовала | Није учествовала | Није учествовала | Није учествовала | Није учествовала | Није учествовала | Није учествовала | Није учествовала |
| 1988. Сеул                               |                     |                  |                  |                  |                  | 10               | 12               | 13               | 35               |                  |
| 1992. Барселона                          |                     |                  |                  |                  |                  | 3                | 7                | 6                | 16               |                  |
| 1996. Атланта                            |                     |                  |                  |                  |                  | 3                | 7                | 5                | 15               |                  |
| 2000. Сиднеј                             |                     |                  |                  |                  |                  | 5                | 6                | 2                | 13               |                  |
| 2004. Атина                              |                     |                  |                  |                  |                  | 2                | 1                | 9                | 12               |                  |
| 2008. Пекинг                             |                     |                  |                  |                  |                  | 1                | 1                | 3                | 5                |                  |
| 2012. Лондон                             |                     |                  |                  |                  |                  | 0                | 2                | 1                | 3                |                  |
| 2016. Рио де Жанеиро                     |                     |                  |                  |                  |                  | 0                | 1                | 2                | 3                |                  |
| 2020. Токио                              |                     |                  |                  |                  |                  |                  |                  |                  |                  |                  |
| 2024. Париз                              |                     |                  |                  |                  |                  |                  |                  |                  |                  |                  |
| 2028. Лос Анђелес                        | предстојећи догађај |                  |                  |                  |                  |                  |                  |                  |                  |                  |
| 2032. Бризбејн                           | предстојећи догађај |                  |                  |                  |                  |                  |                  |                  |                  |                  |
| Укупно                                   |                     |                  |                  |                  |                  | 51               | 87               | 80               | 218              |                  |

### Освојене медаље на ЗОИ
| Учешће и освојене медаље Бугарске на ЗОИ |                     |                  |                  |                  |                  |                  |                  |                  |                  |                  |
| ЛОИ                                      | Носилац заставе     | Учешће           | Муш.             | Жене             | спорт.           | Злато            | Сребро           | Бронза           | Укупно           | Ранг             |
| 1924. Шамони                             | Није учествовала    | Није учествовала | Није учествовала | Није учествовала | Није учествовала | Није учествовала | Није учествовала | Није учествовала | Није учествовала | Није учествовала |
| 1928. Санкт Мориц                        | Није учествовала    | Није учествовала | Није учествовала | Није учествовала | Није учествовала | Није учествовала | Није учествовала | Није учествовала | Није учествовала | Није учествовала |
| 1932. Лејк Плесид                        | Није учествовала    | Није учествовала | Није учествовала | Није учествовала | Није учествовала | Није учествовала | Није учествовала | Није учествовала | Није учествовала | Није учествовала |
| 1936. Гармиш-Партенкирхен                |                     |                  |                  |                  |                  | 0                | 0                | 0                | 0                |                  |
| 1948. Санкт Мориц                        |                     |                  |                  |                  |                  | 0                | 0                | 0                | 0                |                  |
| 1952. Осло                               |                     |                  |                  |                  |                  | 0                | 0                | 0                | 0                |                  |
| 1956. Кортина д'Ампецо                   |                     |                  |                  |                  |                  | 0                | 0                | 0                | 0                |                  |
| 1960. Скво Вали                          |                     |                  |                  |                  |                  | 0                | 0                | 0                | 0                |                  |
| 1964. Инзбрук                            |                     |                  |                  |                  |                  | 0                | 0                | 0                | 0                |                  |
| 1968. Гренобл                            |                     |                  |                  |                  |                  | 0                | 0                | 0                | 0                |                  |
| 1972. Сапоро                             |                     |                  |                  |                  |                  | 0                | 0                | 0                | 0                |                  |
| 1976. Инзбрук                            |                     |                  |                  |                  |                  | 0                | 0                | 0                | 0                |                  |
| 1980. Лејк Плесид                        |                     |                  |                  |                  |                  | 0                | 0                | 1                | 1                |                  |
| 1984. Сарајево                           |                     |                  |                  |                  |                  | 0                | 0                | 0                | 0                |                  |
| 1988. Калгари                            |                     |                  |                  |                  |                  | 0                | 0                | 0                | 0                |                  |
| 1992. Албервил                           |                     |                  |                  |                  |                  | 0                | 0                | 0                | 0                |                  |
| 1994. Лилехамер                          |                     |                  |                  |                  |                  | 0                | 0                | 0                | 0                |                  |
| 1998. Нагано                             |                     |                  |                  |                  |                  | 1                | 0                | 0                | 1                |                  |
| 2002. Солт Лејк Сити                     |                     |                  |                  |                  |                  | 0                | 1                | 2                | 3                |                  |
| 2006. Торино                             |                     |                  |                  |                  |                  | 0                | 1                | 0                | 1                |                  |
| 2010. Ванкувер                           |                     |                  |                  |                  |                  | 0                | 0                | 0                | 0                |                  |
| 2014. Сочи                               |                     |                  |                  |                  |                  | 0                | 0                | 0                | 0                |                  |
| 2018. Пјонгчанг                          |                     |                  |                  |                  |                  | 0                | 0                | 0                | 0                |                  |
| 2022. Пекинг                             |                     |                  |                  |                  |                  |                  |                  |                  |                  |                  |
| 2026. Милано и Кортина                   | предстојећи догађај |                  |                  |                  |                  |                  |                  |                  |                  |                  |
| 2030. Француски Алпи                     | предстојећи догађај |                  |                  |                  |                  |                  |                  |                  |                  |                  |
| 2034. Солт Лејк Сити                     | предстојећи догађај |                  |                  |                  |                  |                  |                  |                  |                  |                  |
| Укупно                                   |                     |                  |                  |                  |                  | 1                | 2                | 3                | 6                |                  |